# Malörtssläktet
Malörtssläktet (Artemisia) eller malörter är ett släkte i familjen korgblommiga växter med omkring 400 arter.

## Beskrivning
Släktet består av fleråriga örter, halvbuskar eller buskar som ursprungligen kommer från tempererade områden på norra halvklotet. De växer oftast på ganska torra platser.
De flesta malörtsarterna är aromatiska med flikiga, nästan barrliknande blad. Blommorna är små och sitter i klasar.
Det vetenskapliga släktnamnet Artemisia kommer från gudinnan Artemis i den grekiska mytologin.

## Användning
Äkta malört (A. absinthium) har använts i medicin, men används idag främst som krydda i drycker, som till exempel absint, bäsk, fernet och vermouth. Även dragon (A. dranunculus), gråbo (A. vulgaris), åbrodd (A. abrotanum) och romersk malört (A. pontica) används som krydda. Den indiska arten davana (A. pallens) används i parfymer.

## Arter
Malörtssläktet innehåller följande arter:

- Artemisia abaensis
- Artemisia abbreviata
- Artemisia abrotanum
- Artemisia absinthium
- Artemisia abyssinica
- Artemisia adamsii
- Artemisia afghanica
- Artemisia aflatunensis
- Artemisia afra
- Artemisia aksaiensis
- Artemisia alaskana
- Artemisia alba
- Artemisia albicaulis
- Artemisia albicerata
- Artemisia alcockii
- Artemisia aleutica
- Artemisia algeriensis
- Artemisia alpina
- Artemisia ammaniana
- Artemisia amoena
- Artemisia amygdalina
- Artemisia andersiana
- Artemisia anethifolia
- Artemisia anethoides
- Artemisia angustissima
- Artemisia annua
- Artemisia anomala
- Artemisia apiacea
- Artemisia aralensis
- Artemisia araxina
- Artemisia arborescens
- Artemisia arbuscula
- Artemisia arctica
- Artemisia arctisibirica
- Artemisia argentea
- Artemisia argyi
- Artemisia argyrophylla
- Artemisia armeniaca
- Artemisia arschantinica
- Artemisia aschurbajewii
- Artemisia atlantica
- Artemisia atrata
- Artemisia atrovirens
- Artemisia aucheri
- Artemisia aurata
- Artemisia austisibirica
- Artemisia australis
- Artemisia austriaca
- Artemisia austrohimalayana
- Artemisia austroyunnanensis
- Artemisia avarica
- Artemisia badhysi
- Artemisia baimaensis
- Artemisia balchanorum
- Artemisia baldshuanica
- Artemisia banihalensis
- Artemisia bargusinensis
- Artemisia barrelieri
- Artemisia bejdemaniae
- Artemisia bhutanica
- Artemisia biennis
- Artemisia bigelovii
- Artemisia blepharolepis
- Artemisia borealisiamensis
- Artemisia botschantzevii
- Artemisia bottnica
- Artemisia brachyloba
- Artemisia brachyphylla
- Artemisia burnatii
- Artemisia caerulescens
- Artemisia caespitosa
- Artemisia californica
- Artemisia calophylla
- Artemisia camelorum
- Artemisia campbellii
- Artemisia campestris
- Artemisia cana
- Artemisia capillaris
- Artemisia carnifolia
- Artemisia carruthii
- Artemisia cashemirica
- Artemisia chamaemelifolia
- Artemisia chamissoniana
- Artemisia chienshanica
- Artemisia chingii
- Artemisia chitachensis
- Artemisia chrysostachya
- Artemisia cina
- Artemisia ciniformis
- Artemisia codonocephala
- Artemisia comaiensis
- Artemisia commutata
- Artemisia compacta
- Artemisia conaensis
- Artemisia congesta
- Artemisia copa
- Artemisia cuspidata
- Artemisia daghestanica
- Artemisia dahurica
- Artemisia dalai-lamae
- Artemisia davazamczii
- Artemisia debilis
- Artemisia demissa
- Artemisia densifolia
- Artemisia depauperata
- Artemisia deserti
- Artemisia desertorum
- Artemisia deversa
- Artemisia dimoana
- Artemisia disjuncta
- Artemisia divaricata
- Artemisia dolosa
- Artemisia domingensis
- Artemisia douglasiana
- Artemisia dracunculiformis
- Artemisia dracunculus
- Artemisia dubia
- Artemisia dumosa
- Artemisia duthreuil-de-rhinsi
- Artemisia echegarayi
- Artemisia eldarica
- Artemisia elenae
- Artemisia emeiensis
- Artemisia eriopoda
- Artemisia erlangshanensis
- Artemisia fauriei
- Artemisia feddei
- Artemisia ferganensis
- Artemisia filatovae
- Artemisia filifolia
- Artemisia filiformilobulata
- Artemisia finita
- Artemisia flaccida
- Artemisia flahaultii
- Artemisia fontanesiana
- Artemisia forrestii
- Artemisia fragrans
- Artemisia franserioides
- Artemisia freyniana
- Artemisia frigida
- Artemisia fukudo
- Artemisia fulgens
- Artemisia furcata
- Artemisia galinae
- Artemisia gansuensis
- Artemisia genipi
- Artemisia gilvescens
- Artemisia giraldii
- Artemisia glabella
- Artemisia glacialis
- Artemisia glanduligera
- Artemisia globosa
- Artemisia globosoides
- Artemisia globularia
- Artemisia glomerata
- Artemisia gmelinii
- Artemisia gobica
- Artemisia gongshanensis
- Artemisia gorgonum
- Artemisia gracilescens
- Artemisia granatensis
- Artemisia grubovii
- Artemisia gurganica
- Artemisia gyangzeensis
- Artemisia gyitangensis
- Artemisia gypsacea
- Artemisia hallaisanensis
- Artemisia halodendron
- Artemisia halophila
- Artemisia hancei
- Artemisia haussknechtii
- Artemisia hedinii
- Artemisia henriettae
- Artemisia herba-alba
- Artemisia hippolyti
- Artemisia hololeuca
- Artemisia huguetii
- Artemisia hulteniana
- Artemisia ifranensis
- Artemisia igniaria
- Artemisia implicata
- Artemisia imponens
- Artemisia incana
- Artemisia incisa
- Artemisia inculta
- Artemisia insipida
- Artemisia insulana
- Artemisia insularis
- Artemisia integrifolia
- Artemisia iskenderiana
- Artemisia issaevii
- Artemisia issykkulensis
- Artemisia jacutica
- Artemisia japonica
- Artemisia jaxartica
- Artemisia jilongensis
- Artemisia jordanica
- Artemisia judaica
- Artemisia junatovii
- Artemisia juncea
- Artemisia kanashiroi
- Artemisia kangmarensis
- Artemisia karavajevii
- Artemisia kasakorum
- Artemisia kaschgarica
- Artemisia kauaiensis
- Artemisia kawakamii
- Artemisia keiskeana
- Artemisia kelleri
- Artemisia kemrudica
- Artemisia kitadakensis
- Artemisia klementzae
- Artemisia klotzchiana
- Artemisia knorringiana
- Artemisia kochiiformis
- Artemisia koidzumii
- Artemisia kopetdaghensis
- Artemisia korovinii
- Artemisia kotuchovii
- Artemisia kruhsiana
- Artemisia kuschakewiczii
- Artemisia laciniata
- Artemisia lactiflora
- Artemisia lagocephala
- Artemisia lagopus
- Artemisia lancea
- Artemisia latifolia
- Artemisia ledebouriana
- Artemisia lehmaniana
- Artemisia lehmanniana
- Artemisia lercheana
- Artemisia lerchiana
- Artemisia lessingiana
- Artemisia leucodes
- Artemisia leucophylla
- Artemisia liaotungensis
- Artemisia limosa
- Artemisia lipskyi
- Artemisia littoricola
- Artemisia liukiuensis
- Artemisia lobulifolia
- Artemisia longifolia
- Artemisia loureiroi
- Artemisia lucentica
- Artemisia ludoviciana
- Artemisia luxurians
- Artemisia macilenta
- Artemisia macivarae
- Artemisia macrantha
- Artemisia macrocephala
- Artemisia macrorhiza
- Artemisia magellanica
- Artemisia mairei
- Artemisia mandschurica
- Artemisia mangolica
- Artemisia manshurica
- Artemisia marcellii
- Artemisia maritima
- Artemisia maroccana
- Artemisia mattfeldii
- Artemisia mauiensis
- Artemisia maximovicziana
- Artemisia medioxima
- Artemisia mesatlantica
- Artemisia messerschmidtiana
- Artemisia mexicana
- Artemisia michauxiana
- Artemisia minor
- Artemisia molinieri
- Artemisia mollis
- Artemisia mollissima
- Artemisia molluccana
- Artemisia mongolica
- Artemisia monophylla
- Artemisia monosperma
- Artemisia montana
- Artemisia moorcroftiana
- Artemisia morrisonensis
- Artemisia multiflora
- Artemisia multisecta
- Artemisia myriantha
- Artemisia nachitscevanica
- Artemisia nakaii
- Artemisia namanganica
- Artemisia nanschanica
- Artemisia negrei
- Artemisia nesiotica
- Artemisia niitakayamensis
- Artemisia nilagirica
- Artemisia nitida
- Artemisia nitrosa
- Artemisia nivalis
- Artemisia nortonii
- Artemisia norvegica
- Artemisia nova
- Artemisia nujianensis
- Artemisia nutans
- Artemisia obtusiloba
- Artemisia occidentalisichuanensis
- Artemisia occidentalisinensis
- Artemisia oelandica
- Artemisia olchonensis
- Artemisia olgensis
- Artemisia oligocarpa
- Artemisia olivieri
- Artemisia oranensis
- Artemisia ordosica
- Artemisia orientalihengduangensis
- Artemisia orientalixizangensis
- Artemisia orientaliyunnanensis
- Artemisia oxycephala
- Artemisia packardiae
- Artemisia pallens
- Artemisia palmeri
- Artemisia palustris
- Artemisia pamirica
- Artemisia pancicii
- Artemisia pannosa
- Artemisia papposa
- Artemisia parviflora
- Artemisia pattersonii
- Artemisia pauciflora
- Artemisia pedatifida
- Artemisia pedemontana
- Artemisia pedunculosa
- Artemisia pengchuoensis
- Artemisia persica
- Artemisia pewzowii
- Artemisia phaeolepis
- Artemisia phyllobotrys
- Artemisia pineticola
- Artemisia poljakovii
- Artemisia polybotryoidea
- Artemisia polysticha
- Artemisia pontica
- Artemisia porrecta
- Artemisia porteri
- Artemisia potentillifolia
- Artemisia prasina
- Artemisia prattii
- Artemisia prilipkoana
- Artemisia princeps
- Artemisia pringlei
- Artemisia prolixa
- Artemisia przewalskii
- Artemisia pubescens
- Artemisia punctigera
- Artemisia pycnocephala
- Artemisia pycnorhiza
- Artemisia pygmaea
- Artemisia qinlingensis
- Artemisia quinqueloba
- Artemisia radicans
- Artemisia ramosa
- Artemisia remotiloba
- Artemisia reptans
- Artemisia rhodantha
- Artemisia rigida
- Artemisia robusta
- Artemisia rosthornii
- Artemisia rothrockii
- Artemisia roxburghiana
- Artemisia rubripes
- Artemisia rupestris
- Artemisia rutifolia
- Artemisia saharae
- Artemisia saissanica
- Artemisia saitoana
- Artemisia salsoloides
- Artemisia samoiedorum
- Artemisia santolina
- Artemisia santolinifolia
- Artemisia santonicum
- Artemisia saposhnikovii
- Artemisia sarawschanica
- Artemisia saxicola
- Artemisia schimperi
- Artemisia schischkinii
- Artemisia schlagintweitiana
- Artemisia schmidtiana
- Artemisia schrenkiana
- Artemisia scoparia
- Artemisia scopiformis
- Artemisia scopulorum
- Artemisia scotina
- Artemisia senjavinensis
- Artemisia sericea
- Artemisia serotina
- Artemisia serrata
- Artemisia shangnanensis
- Artemisia shennongjiaensis
- Artemisia sichuanensis
- Artemisia sieberi
- Artemisia sieversiana
- Artemisia simulans
- Artemisia sinanensis
- Artemisia sinensis
- Artemisia siversiana
- Artemisia smithii
- Artemisia sodiroi
- Artemisia sogdiana
- Artemisia somai
- Artemisia songarica
- Artemisia speciosa
- Artemisia sphaerocephala
- Artemisia spiciformis
- Artemisia spicigera
- Artemisia splendens
- Artemisia stelleriana
- Artemisia stenocephala
- Artemisia stolonifera
- Artemisia stricta
- Artemisia subdigitata
- Artemisia subsericea
- Artemisia subulata
- Artemisia succulenta
- Artemisia succulentoides
- Artemisia suksdorfii
- Artemisia swatensis
- Artemisia sylvatica
- Artemisia sylviana
- Artemisia szowitziana
- Artemisia tafelii
- Artemisia taibaishanensis
- Artemisia tainingensis
- Artemisia tanacetifolia
- Artemisia tangutica
- Artemisia taurica
- Artemisia tenuis
- Artemisia tenuisecta
- Artemisia terrae-albae
- Artemisia thellungiana
- Artemisia thuscula
- Artemisia tilesii
- Artemisia tilhoana
- Artemisia togusbulakensis
- Artemisia tomentella
- Artemisia tournefortiana
- Artemisia transbaicalensis
- Artemisia transiliensis
- Artemisia trautvetteriana
- Artemisia tridactyla
- Artemisia tridentata
- Artemisia triniana
- Artemisia tripartita
- Artemisia tsugitakaensis
- Artemisia tsuneoi
- Artemisia tukuchaensis
- Artemisia turanica
- Artemisia turkestanica
- Artemisia umbelliformis
- Artemisia umbrosa
- Artemisia vachanica
- Artemisia vahliana
- Artemisia valentina
- Artemisia valida
- Artemisia vallesiaca
- Artemisia waltonii
- Artemisia wellbyi
- Artemisia velutina
- Artemisia verbenacea
- Artemisia verlotiorum
- Artemisia vestica
- Artemisia vestita
- Artemisia vexans
- Artemisia viridis
- Artemisia viridisquama
- Artemisia viridissima
- Artemisia viscida
- Artemisia viscidissima
- Artemisia wudanica
- Artemisia vulgaris
- Artemisia wurzellii
- Artemisia xanthochroa
- Artemisia xerophytica
- Artemisia xigazeensis
- Artemisia yadongensis
- Artemisia yongii
- Artemisia younghusbandii
- Artemisia yunnanensis
- Artemisia zayuensis
- Artemisia zhongdianensis